# たけしの誰でもピカソ
『たけしの誰でもピカソ』（たけしのだれでもピカソ）は、テレビ東京系列局ほかで放送されていた芸術をテーマにしたバラエティ番組で、北野武 (ビートたけし)の冠番組である。通称「誰でもピカソ」、略称「誰ピカ」。テレビ東京・電通・イーストの共同製作。テレビ東京系列局では1997年4月18日から2009年3月20日までの12年間放送。

## 概要
「芸術をフツーの目線で楽しむ」というコンセプトの下に行われていた番組で、ありとあらゆるアートとそれらを手掛ける芸術家たちを紹介。また、サックス奏者・歌手・バレエダンサー・役者・お笑い芸人なども紹介していた。年間の3割近くが音楽関係の特集で、2割近くがお笑い関連の特集で占められていた。
ビートたけしは『気分はパラダイス』以来、12年ぶりにテレビ東京でレギュラー番組を持つことになった。
テレビ東京の初代プロデューサー伊藤成人によると開始当初は低視聴率だったが、たけしの助言を経てイーストの瀬崎一世プロデューサーや電通の担当者と試行錯誤を経て番組をリニューアルをした結果、視聴率が改善されたという。これは番組制作イーストの同じスタッフが手掛けていた毎日放送製作の『ジャングルTV タモリの法則』も公開収録形式にしてから視聴率が改善され番組の人気が安定した経験から、当番組も同様の措置をとった。
番組の最高視聴率は2001年8月24日放送分の19.3%で、この回の放送内容はMr.マリックのマジック披露だった。テレビ東京で15%以上の数字が出るのは珍しく、この年のテレビ東京の年間視聴率で1位となった。
2003年春の改編までの6年間は、金曜21時台に放送されていたが、同時間帯で『最高!ブギウギナイト』がスタートするのを受けて金曜22時台へ移動。以来、2009年春に番組が終了するまでの6年間、この時間帯で放送され続けた。
視聴率は安定していたものの、不況による制作費削減などの影響で番組は終了。「今後は3か月に1度の特番を放送する予定」としていたが、特番の放送はレギュラー放送の終了以来行われていない。たけしは後継番組の『たけしのニッポンのミカタ!』にも引き続き出演している。

## 出演者

### レギュラー
- ビートたけし - 本名の北野武名義で出演。
- 篠原勝之
- 今田耕司 - 元は第1回のゲスト出演者で、数回ゲスト出演を経て番組が観覧客公開収録形式になってからレギュラーとなった。
- 渡辺満里奈 - 産休の時期だけ番組出演から離れた。休演期間はMEGUMIなどが代理出演した。

### 準レギュラー
- 氷川きよし

### ナレーター
- 井上和彦
- 小山茉美
- 大海吾郎
- 奥田民義
- 島津冴子
- 西原さおり
- デイブ・フロム - 「アートバトル」のラウンドコールなどを担当。
- 前田昌明
- 加藤みどり
- 桐井大介

## お笑い居酒屋
人気急上昇中の若手お笑い芸人が数組登場してネタを披露した後、居酒屋のセットでトークをする企画。2006年7月7日放送の第17回まで繰り返し行われていた。
この企画は、2003年7月18日放送分で行われた「たけしの漫才居酒屋」が元になっているが、この時は若手芸人が登場する企画ではなく、馴染みのお笑い芸人とのトーク企画色が強かった。それが2004年2月13日放送分からたけしと若手お笑い芸人を結び付かせる企画として「お笑い居酒屋」へとリニューアルし、ヒット企画になった。最初に若手芸人によるノーカットのお笑い舞台があり、舞台終了後にそのまま居酒屋で久本雅美扮する女将と今田扮する居酒屋の板前がその若手芸人を中心にトークを進め、常連客のたけしが批評するという流れに変わる。出演する若手芸人がたけしに直接観られることによって緊張しないようにするため、あえてステージと居酒屋セットを離して設置していた。この第2回以降が好評となり、定番企画となった。
また、第3回まで居酒屋の女将として出演していた久本は多忙のため、第4回は悪い魔法使いに茄子にされるという設定で欠席。以降、第5回は茄子のまま小人化、第6回は失恋の傷心旅行、第7回で傷心旅行のまま失踪という流れを経て久本は降板し、板前役の今田が司会進行を務めるようになった。その後、第8回から柴田理恵が隣の店のおばさんと称して出演。第9回で柴田はたけしの話に号泣している。この2004年1月7日放送の第9回を最後に「お笑い居酒屋・第1期」が終了。
2005年5月13日放送の第10回で「お笑い居酒屋・第2期」へと新装開店された。たけしが毎回変装して登場するのが恒例となるが、途中で企画変更となる。この第2期への路線変更から幾度も企画のマイナーチェンジを繰り返し、若手中心の企画から大きく変更された。

### 第1期の出演者

#### 2004年
- 2月13日 - いつもここから・フットボールアワー・劇団ひとり・コロンブス・ジョーダンズ
- 4月23日 - ドランクドラゴン・パペットマペット・きぐるみピエロ・前田健・猫ひろし
- 5月28日 - アンタッチャブル・友近・笑い飯・森三中・安田大サーカス
- 6月18日 - インパルス・ポカスカジャン・りあるキッズ・長井秀和・東京ダイナマイト
- 9月24日 - おぎやはぎ・ヒロシ・チョップリン・キングコング・ダチョウ倶楽部
- 10月29日 - 劇団ひとり・カリカ・ホーム・チーム・B&B
- 11月26日 - カンニング・アンガールズ・マギー審司・キングコング

#### 2005年
- 1月7日（90分拡大） - 波田陽区・陣内智則・アメリカザリガニ・だいたひかる・大木こだま・ひびき・アンジャッシュ・フットボールアワー

## 芸人大辞典

### 2008年
- 3月14日 - サンドウィッチマン・世界のナベアツ・エド・はるみ・コラアゲンはいごうまん・山本高広・トータルテンボス

## アートバトル
番組のコーナー「アートバトル」では審査員5人が各10点満点で採点し、その週で最高得点を獲得した人がチャンピオンとなった。5週連続でチャンピオンになるとグランドチャンピオンとなり、ニューヨークで個展を開くことができた。その後、7回勝ち抜き制に変更されて一時休止したものの、復活の要望が寄せられて2003年に再開。年に1回の開催になった。挑戦者と審査員の数が変更され、優勝者の賞品がニューヨークアートの旅になった。

### 審査員
篠原勝之（審査委員長）
審査員の中では最も辛口。10点満点を出したことはなく、「10点満点は俺自身」と公言していた。点数発表後、大きな色紙に点数を筆で大書して挑戦者に進呈していた。
今田耕司
審査員の中では最も甘口。8点以上を連発することが多く、7点以下を出すことはほとんどなかった。
他に3人が週替わりで審査員を務めた。

### 主なゲスト審査員
- 村上隆 ※番組2作目のオープニングタイトルのデザイン制作を担当。
- 辛酸なめ子
- 伊東順二（美術評論家）
- 土佐信道（明和電機）
- 岡本敏子（岡本太郎養女）
- 石川浩司（元・たま）
- 高城剛
- 国広ジョージ

## 番組タイトル命名
- わぐりたかし

## 歴代番組スタッフ
- ナレーター：井上和彦、小山茉美（初期） → 大海吾郎、奥田民義、島津冴子（中期）
- 構成：渡邊健一、はたせいじゅん、都築浩、右近亨、わぐりたかし、藤原拓谷 → 藤原琢也、酒井健作、興津豪乃、小林学 → コバヤシマナブ、蓮勺朝子、中本麻里、金杉弘子、ひめはじめ
- ＴＰ (技術プロデューサー)：森野憲俊
- ＳＷ (スイッチャー)：島本健司 → 藤本伸一
- ＣＡＭ (カメラ)：花島和弘 → 河西純 → 藤本伸一（SWに上がる前）→ 小池悟志
- ＶＥ (ビデオエンジニア)：高橋正直
- ＡＵＤ (音声)：石井俊二
- ＬＤ (ライティングディレクター)：藤井梅雄
- 音効：有馬克己[注 3]（ジャイロ → スカイウォーカー）→ 田村智之（クジラノイズ）
- 編集：石丸健一 → 吉野雅久
- ＭＡ (マルチオーディオ)：松元祐二、林光伸 → 村上敏之、高山元
- 美術装飾：栗田寛 → 和田修吾
- 小道具：中山大吉
- メイク：石坂智子
- 電飾：柴崎武人 → 小池浩史
- リサーチ：ノマド
- タイムキーパー：伊藤裕子
- 番組宣伝：伊藤淳也 → 鈴木紀子（共にテレビ東京）
- アシスタントプロデューサー：斉藤嘉久・正垣吉朗（共にイースト・斉藤は以前ディレクター）
- ディレクター (演出)：菊池計理・手塚公一 (菊池・手塚は初期 毎週演出) →【以降のディレクターは一人が週変わりで演出担当】今井康之・井村秀樹・小林俊博・保田正明・山本雅泰・河合希絵・末永みはる・坂田政度・阪本香子・米田司（以上全てイースト）、堀だいすけ
- プロデューサー：伊藤成人 → 齊藤紀子 → 牛原隆一（テレビ東京）／井口高志 → 松島俊輔 → 町田修一 → 遠藤道子 → 森田昌泰 → 武藤大司（以上電通・遠藤と武藤は以前アシスタントプロデューサー）、瀬崎一世（イースト）
- 協力：ニユーテレス、FLT、ル・オブジェ・アール・スタジオ、砧スタジオ、まるビデオ（以前はRVC・六本木ビデオセンター）、ヌーベルポスプロセンター、クジラノイズ
- 企画協力：オフィス北野
- 製作：テレビ東京、電通（表記なし）、イースト

## 歴代エンディングテーマ
- プリズム/亜波根綾乃
- スーパースター☆ハムスター/YURIMARI
- カナヅチ人生、あなどるな/SPEAK
- Jewel/奈央
- ビーナス/加藤妙子
- KEEP ON DRIVIN/白石朋也
- いーじゃん!!/PRECOCI
- 太陽へのぼる虹/canna
- ONE MORE GHOST/SPANKY FLAG
- 愛/中村俊介
- 空の見える公園/長谷川都
- プラネタリウム/Plastic Tree
- The Answer/森久保祥太郎
- Super Goddess/貴水博之
- ヒマワリ/相川七瀬
- embryo/Dir en grey
- 月光浴/柴田淳
- REMIND/SUGIZO＆THE SPANK YOUR JUICE
- スペシャルナンバー/Sound Schedule
- ひとりじゃない/PHONES
- 愛の嵐-風速2004メートル/怒髪天
- 失恋どらいぶ/ビリケン
- 飛天/呉汝俊
- Green/上條ひとみ
- Eternal Ring/PHONES
- 月に叢雲花に風/関口由紀
- かなさん/呉汝俊
- 月下美人/関口由紀
- 奇跡を望むなら.../JUJU
- キミと…/yu-u
- I HAVE LOVE 2008/IHL
- catwalk/櫻倉レオン

## ネット局
| 放送対象地域   | 放送局           | 系列                          | 放送日時 | 備考                                 |
| -------------- | ---------------- | ----------------------------- | --- | ------------------------------------ |
| 関東広域圏     | テレビ東京       | テレビ東京系列                | 金曜 21:00 - 21:54 （1997年4月18日 - 2003年4月4日） 金曜 22:00 - 22:54 （2003年4月11日 - 2009年3月20日）                                                                              | 製作局                               |
| 北海道         | テレビ北海道     | テレビ東京系列                | 金曜 21:00 - 21:54 （1997年4月18日 - 2003年4月4日） 金曜 22:00 - 22:54 （2003年4月11日 - 2009年3月20日）                                                                              | 同時ネット                           |
| 愛知県         | テレビ愛知       | テレビ東京系列                | 金曜 21:00 - 21:54 （1997年4月18日 - 2003年4月4日） 金曜 22:00 - 22:54 （2003年4月11日 - 2009年3月20日）                                                                              | 同時ネット                           |
| 大阪府         | テレビ大阪       | テレビ東京系列                | 金曜 21:00 - 21:54 （1997年4月18日 - 2003年4月4日） 金曜 22:00 - 22:54 （2003年4月11日 - 2009年3月20日）                                                                              | 同時ネット                           |
| 岡山県・香川県 | テレビせとうち   | テレビ東京系列                | 金曜 21:00 - 21:54 （1997年4月18日 - 2003年4月4日） 金曜 22:00 - 22:54 （2003年4月11日 - 2009年3月20日）                                                                              | 同時ネット                           |
| 福岡県         | TVQ九州放送      | テレビ東京系列                | 金曜 21:00 - 21:54 （1997年4月18日 - 2003年4月4日） 金曜 22:00 - 22:54 （2003年4月11日 - 2009年3月20日）                                                                              | 同時ネット                           |
| 岐阜県         | 岐阜放送         | 独立局                        | 金曜 21:00 - 21:54 （1997年4月18日 - 2003年4月4日） 金曜 22:00 - 22:54 （2003年4月11日 - 2009年3月20日）                                                                              | 同時ネット                           |
| 三重県         | 三重テレビ       | 独立局                        | 水曜 22:30 - 23:25 （ - 2007年9月26日） 水曜 22:15 - 23:10 （2007年10月3日 - 2008年3月19日） 水曜 20:00 - 20:55 （2008年4月2日 - 2009年4月15日）                                      | 19日遅れ                             |
| 滋賀県         | びわ湖放送       | 独立局                        | 金曜 21:00 - 21:54 (1997年4月18日 - 2003年4月4日） 木曜 21:00 - 21:55 （2003年4月頃 - ） 木曜 21:00 - 21:54 （ - 2008年9月18日） 木曜 22:00 - 22:55 （2008年10月2日 - 2009年4月22日） | 同時ネット（2003年3月まで） 34日遅れ |
| 奈良県         | 奈良テレビ       | 独立局                        | 水曜 21:00 - 21:55 （ - 2009年4月8日） | 12日遅れ                             |
| 和歌山県       | テレビ和歌山     | 独立局                        | 金曜 21:00 - 21:55 （ - 2009年3月27日） | 7日遅れ                              |
| 宮城県         | ミヤギテレビ     | 日本テレビ系列                | 月曜 25:00 - 25:55 （ - 2009年4月27日） | 17日遅れ                             |
| 秋田県         | 秋田放送         | 日本テレビ系列                | 土曜 17:00 - 17:55 （ - 2009年3月28日） | 15日遅れ                             |
| 広島県         | 広島テレビ       | 日本テレビ系列                | 土曜深夜（1998年4月 - 1999年3月） 日曜 11:40 - 12:35 （2005年10月 - 2006年3月） |                                      |
| 山口県         | 山口放送         | 日本テレビ系列                | 月曜 16:00 - 16:53 （ - 2008年9月22日） 月曜 15:55 - 16:50 （2008年9月29日 - 2008年11月17日）                                                                                         | 52日遅れ                             |
| 徳島県         | 四国放送         | 日本テレビ系列                | 不定期放送 |                                      |
| 愛媛県         | 南海放送         | 日本テレビ系列                | 木曜 24:44 - 25:39 （2009年2月12日 - 2009年4月23日） | 97日遅れ                             |
| 青森県         | 青森テレビ       | TBS系列                       | 不定期放送 |                                      |
| 岩手県         | IBC岩手放送      | TBS系列                       | | 1997年打ち切り                       |
| 山形県         | テレビユー山形   | TBS系列                       | 金曜 24:35 - 25:30 （ - 2008年9月26日） 月曜 24:29 - 25:24 （2008年10月20日 - 2009年4月27日）                                                                                         | 17日遅れ                             |
| 福島県         | テレビユー福島   | TBS系列                       | 日曜 14:00 - 15:00 （ - 2009年3月29日） | 23日遅れ                             |
| 新潟県         | 新潟放送         | TBS系列                       | 土曜 14:00 - 14:54 （ - 2008年12月20日） 土曜 16:00 - 16:54 （2008年12月27日） 火曜 24:59 - 25:53 （2009年1月6日 - 2009年3月24日）                                                    | 36日遅れ                             |
| 長野県         | 信越放送         | TBS系列                       | 日曜午前（1997年～2003年頃） |                                      |
| 石川県         | 北陸放送         | TBS系列                       | 日曜 24:30 - 25:30 （ - 2008年3月23日） 日曜 24:00 - 25:00 （2008年3月30日） 木曜 09:55 - 10:50 （2008年5月1日 - 2009年4月16日）                                                      | 23日遅れ                             |
| 島根県・鳥取県 | 山陰放送         | TBS系列                       | 土曜深夜（1997年～1999年3月） →不定期放送 |                                      |
| 広島県         | 中国放送         | TBS系列                       | 土曜昼前（2003年秋頃） |                                      |
| 高知県         | テレビ高知       | TBS系列                       | 土曜午後（2001年秋、2007年秋頃） |                                      |
| 長崎県         | 長崎放送         | TBS系列                       | 月曜 24:30 - 25:25 （1998年頃） 土曜 16:00 - 16:54 （2002年頃） 木曜 24:30 - 25:25 |                                      |
| 富山県         | 富山テレビ       | フジテレビ系列                | 不定期放送 |                                      |
| 長野県         | 長野放送         | フジテレビ系列                | 火曜 14:05 - 15:00 （2007年10月16日 - 2008年3月25日） | 約2か月遅れ                          |
| 熊本県         | テレビ熊本       | フジテレビ系列                | 水曜 24:45 - 25:40 （ - 2009年4月15日） | 19日遅れ                             |
| 鹿児島県       | 鹿児島テレビ     | フジテレビ系列                | 木曜 24:40 - 25:40 （2008年10月2日 - 2009年4月23日） | 27日遅れ                             |
| 沖縄県         | 沖縄テレビ       | フジテレビ系列                | 木曜 25:45 - 26:15 （2001年頃） 月曜 24:40 - 25:35 （2002年頃） | 一時期30分バージョンを放送           |
| 大分県         | テレビ大分       | フジテレビ系列 日本テレビ系列 | 金曜午後（2000年頃） |                                      |
| 静岡県         | 静岡朝日テレビ   | テレビ朝日系列                | 月曜 25:15 - 26:10 （2008年10月6日 - 2009年4月27日） | 31日遅れ                             |
| 長野県         | 長野朝日放送     | テレビ朝日系列                | 土曜午後（2003年4月～2004年9月） |                                      |
| 広島県         | 広島ホームテレビ | テレビ朝日系列                | 水曜深夜（2001年頃） |                                      |

## 関連書籍
- たけしの誰でもピカソ THEアートバトル（2001年4月、編集：テレビ東京、発行：徳間書店、ISBN 4-19-861346-X）